# 야마나카호
야마나카호(山中湖, やまなかこ)는 후지 5호 중 가장 큰 호수이다. 호수는 일본 후지산 주변의 야마나시현 야마나카코촌에 위치한다. 또 호면의 고도는 후지 5호 중에서는 가장 높은 위치에 있다. 반대로 수심은 후지 5호 중에서 가장 얕다. 후지 하코네 이즈 국립공원으로 지정되어 있다.
뱃놀이, 낚시, 수상스키, 윈드서핑, 관광, 수영 등으로 이용된다. 또한 호수 주변에 작은 오두막들이 있어 캠핑을 할 수 있다.

## 교통
도메이 고속도로나 주오 자동차도를 이용해 도쿄까지 한 시간 정도 소요된다.

## 같이 보기
- 후지 5호
  - 가와구치호
  - 모토스호
  - 사이호
  - 쇼지호
  - 야마나카호